# War on the Plains
War on the Plains er en amerikansk stumfilm fra 1912 af Thomas H. Ince.

## Medvirkende
- Francis Ford som Drake
- Ethel Grandin som Ethel
- Ray Myers
- Howard Davies
- William Eagle Shirt